# Abbaye de Hambye
L'abbaye Notre-Dame de Hambye est un ancien monastère bénédictin, fondé au XIIe siècle et partiellement ruinée aujourd'hui, dont les vestiges se dressent sur le territoire de la commune française de Hambye dans le département de la Manche, en région Normandie. Elle fut le centre de la seigneurie ecclésiastique de Hambye.
L'abbaye est classée aux monuments historiques.

## Localisation
Les restes de l'abbaye Notre-Dame sont situés sur les bords de la Sienne et de la route départementale 51, à 3 kilomètres au sud du bourg d'Hambye, dans le département français de la Manche.

## Historique
Fondée vers 1145 par le seigneur et baron du lieu, Guillaume II Paynel, l'abbaye de Hambye, dédiée à Notre Dame, est élevée en un siècle. Sous l’impulsion des « moines gris », moines bénédictins venus de la congrégation de Tiron dans le Perche, Notre-Dame de Hambye connaît alors une période florissante. Les donations affluent : rentes, dîmes, terres, églises avec leurs revenus, etc. En 1181, elle est élue chef d'ordre, et devint la mère des abbayes de Longues et de Valmont.
En 1249, six religieux de l'abbaye, accompagnés du Père Dom Robert partirent fonder l'abbaye Notre-Dame de Lanthénac, dans les Côtes-d'Armor. Cet âge d’or dura jusqu’au XIVe siècle. Tombée en décadence à partir du XVe siècle, la communauté monastique s’éteint à la fin du XVIIIe siècle.
La seigneurie de Hambye, quant à elle, est transmise en 1414 ou 1415 par Jeanne Paynel à son mari Louis d'Estouteville, glorieux défenseur du mont Saint-Michel. Elle passe ensuite, avec le patronage de l'abbaye aux maisons d'Orléans-Longueville, puis de Matignon-Grimaldi, qui deviennent princes de Monaco.

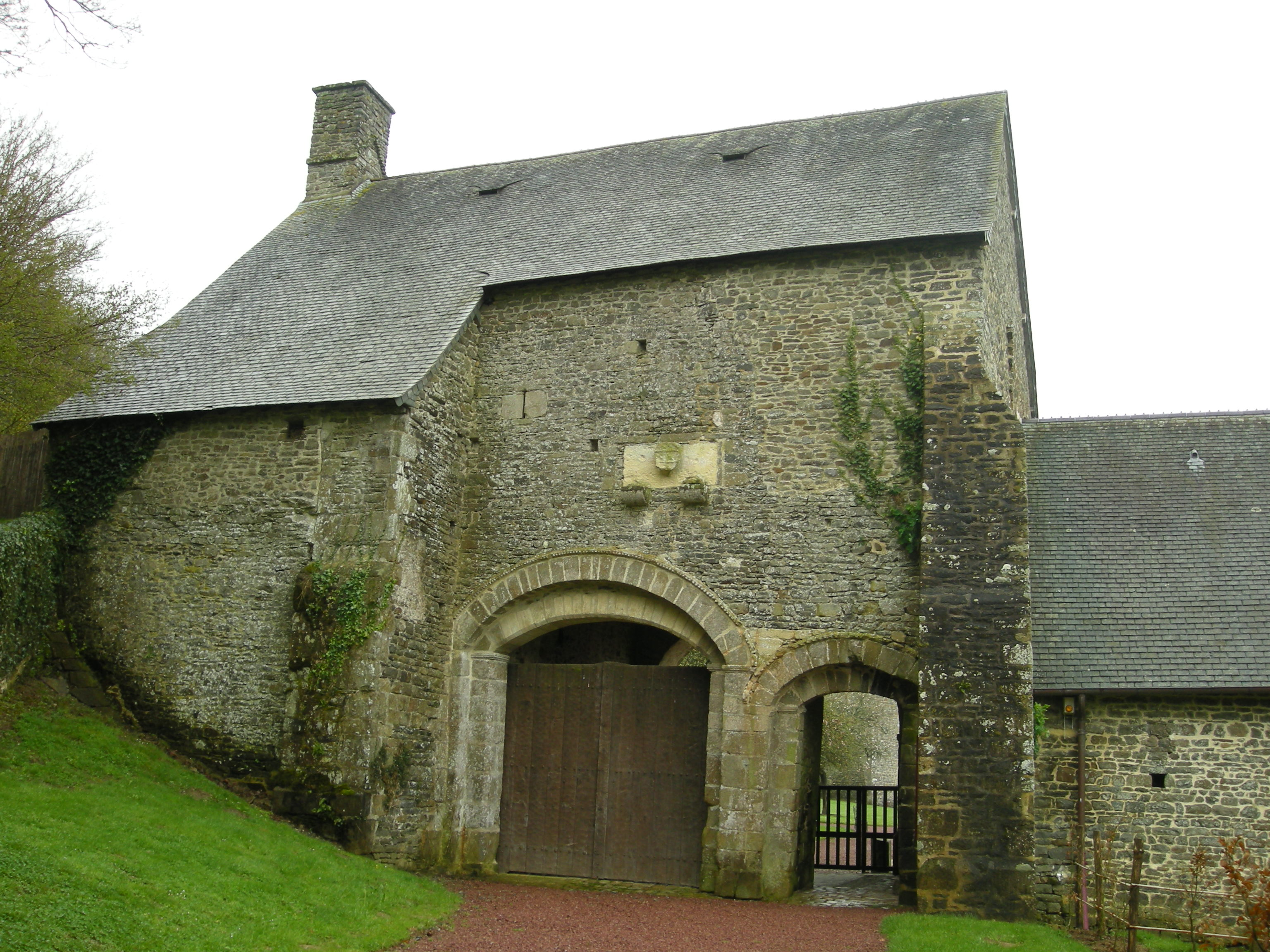
La porterie.

Comme partout en France, l’abbaye devient bien national en 1790 et le mobilier est dispersé aux enchères. L’église abbatiale elle-même est vendue en 1810 sur décret impérial : elle sert alors de carrière de pierres, tout comme le cloître. Ce n’est qu’à partir de 1900 que l’édifice est classé monument historique. En 1956, des particuliers, les époux Beck, rachètent une partie des bâtiments. En 1964, les élus du conseil général de la Manche votent l’acquisition du reste de l’abbaye : l’église abbatiale en ruine, la porterie et la maison des frères convers.
Les unes et les autres entreprennent alors des travaux de restauration pour lui rendre sa beauté.
Aujourd’hui, l’abbaye de Hambye appartient au réseau départemental des sites et musées de la Manche mis en place par le conseil général. Les bâtiments conventuels demeurent une propriété privée.

## Description

### Église abbatiale
L’église abbatiale, construite pour la plus grande partie entre la deuxième moitié du XIIe et le XIIIe siècle (1180-1250), en reprenant avec des dimensions plus modestes le même plan que Savigny, présente un bel exemple d’architecture gothique primitive. En 1810, par décret impérial, elle est vendue et transformée en carrière de pierre. La façade et une partie de la nef sont abattues. Deux colonnes du chœur sont également déposées. L’église se détériore et le chœur menace de s’effondrer. Orientée, elle reprend le plan traditionnel en forme de croix latine.
Le chœur présente un style simple et élégant. Il est composé de deux travées et d’un rond-point. Cinq chapelles rayonnantes (fin XIIe) s’ouvrent sur le déambulatoire. L’élévation est composée de trois niveaux : les grandes arcades, le niveau intermédiaire percé des petites fenêtres des combles et les fenêtres hautes ornées d’un trilobe. Le chœur a fait l’objet d’une grande campagne de restauration en 2009 et 2010. C'est dans le chœur qu'est inhumé Louis d'Estouteville et son épouse Jeanne Paynel.
Au nord du transept, la chapelle Saint-Michel, voûtée d’une croisée d’ogive, est surmontée par une tribune seigneuriale. À l’entrée on peut voir un chapiteau historié (XVe siècle) représentant une scène de chasse. À la croisée du transept, la tour carrée culmine à 30 mètres et servait de clocher.
Réservée aux frères convers, la nef ne sera achevée qu’au tout début du XIVe siècle. Très étroite et très élancée, elle était à l’origine plus longue. Une partie de la première travée ainsi que la façade ont été détruites en 1820. En 2011, les bases de la façade ont été dégagées lors d’un chantier de fouilles archéologiques.

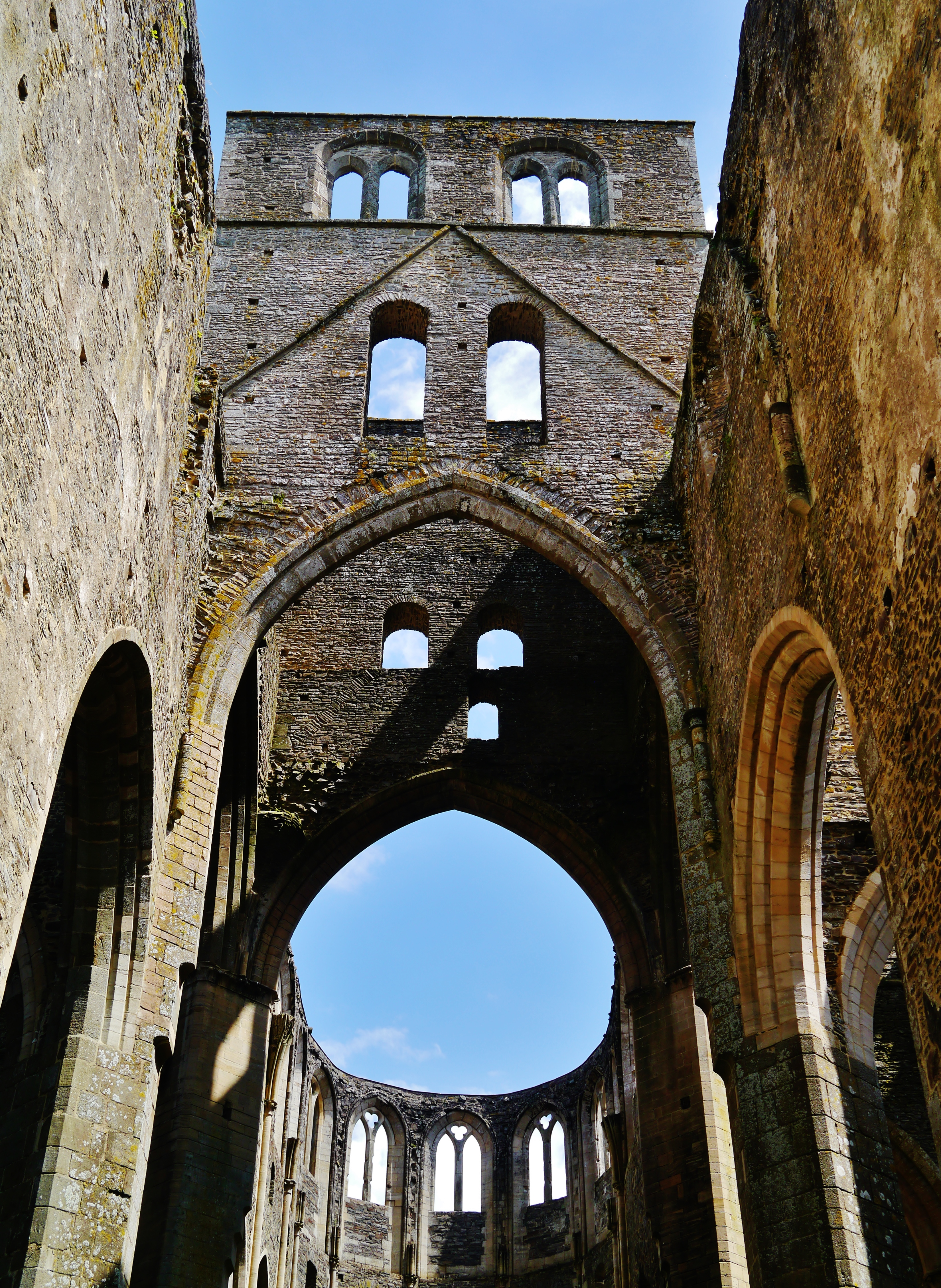
Vestige de la tour.
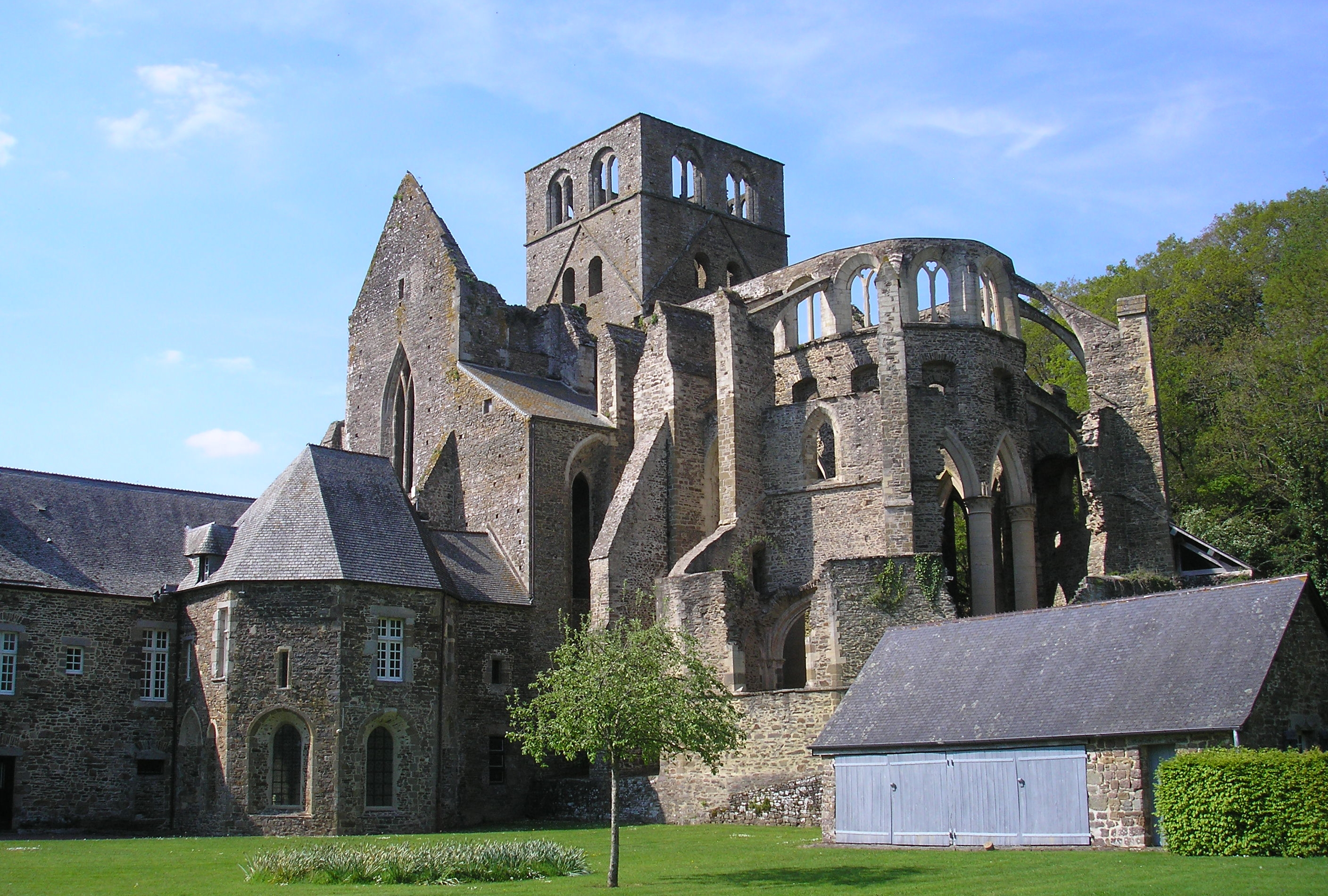
Vue depuis le sud-est.
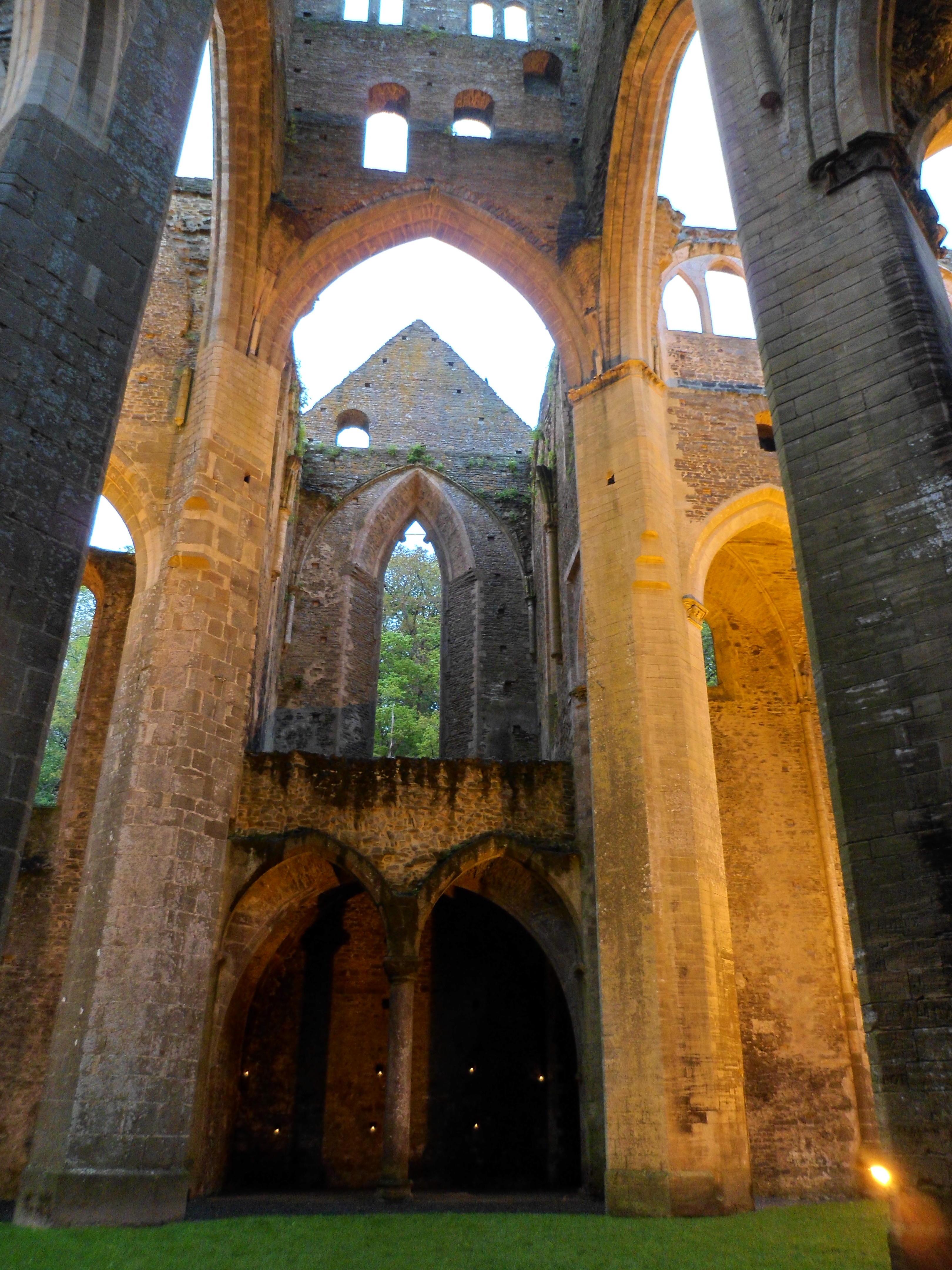
Intérieur en lumières.
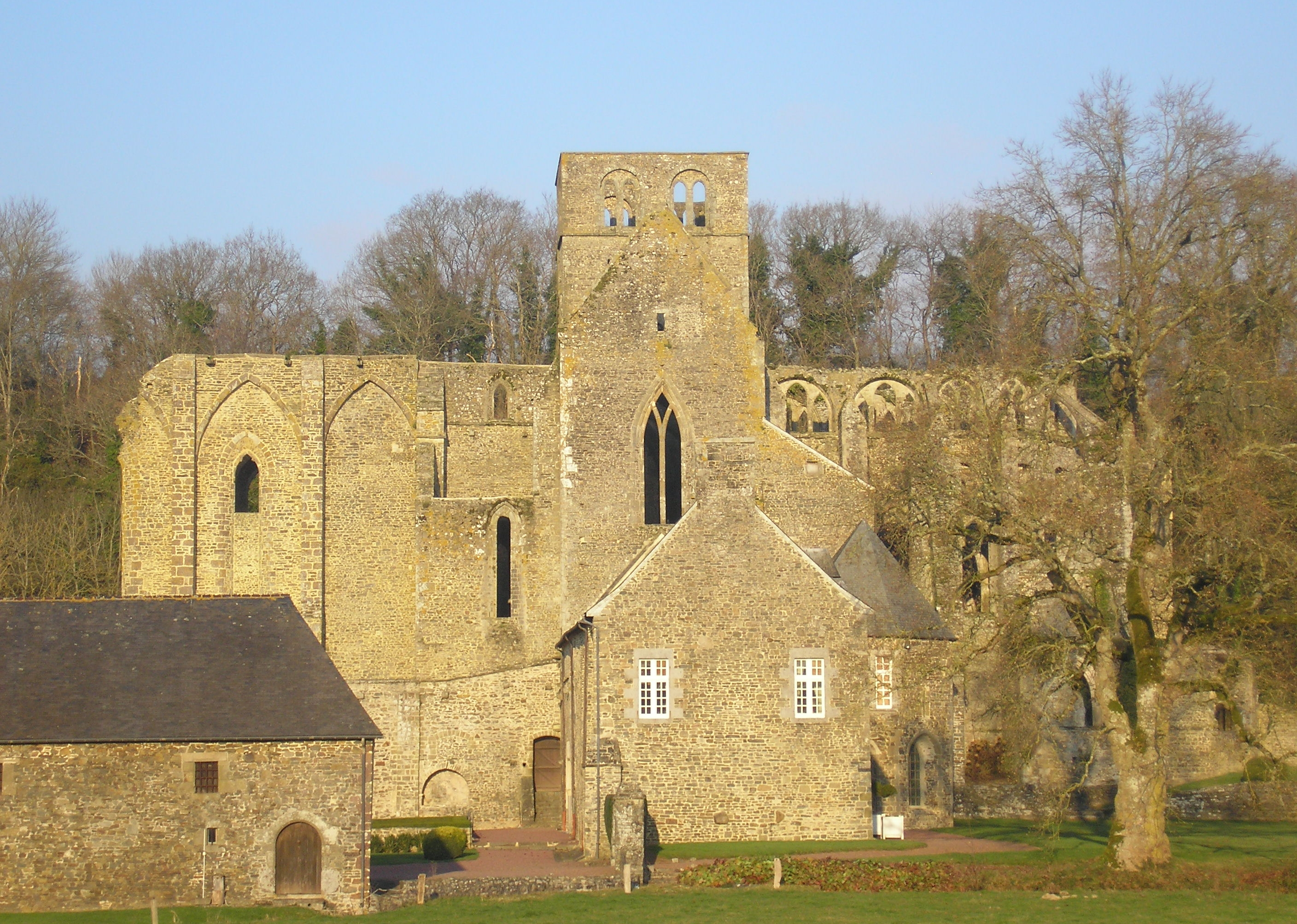
Vue méridionale.
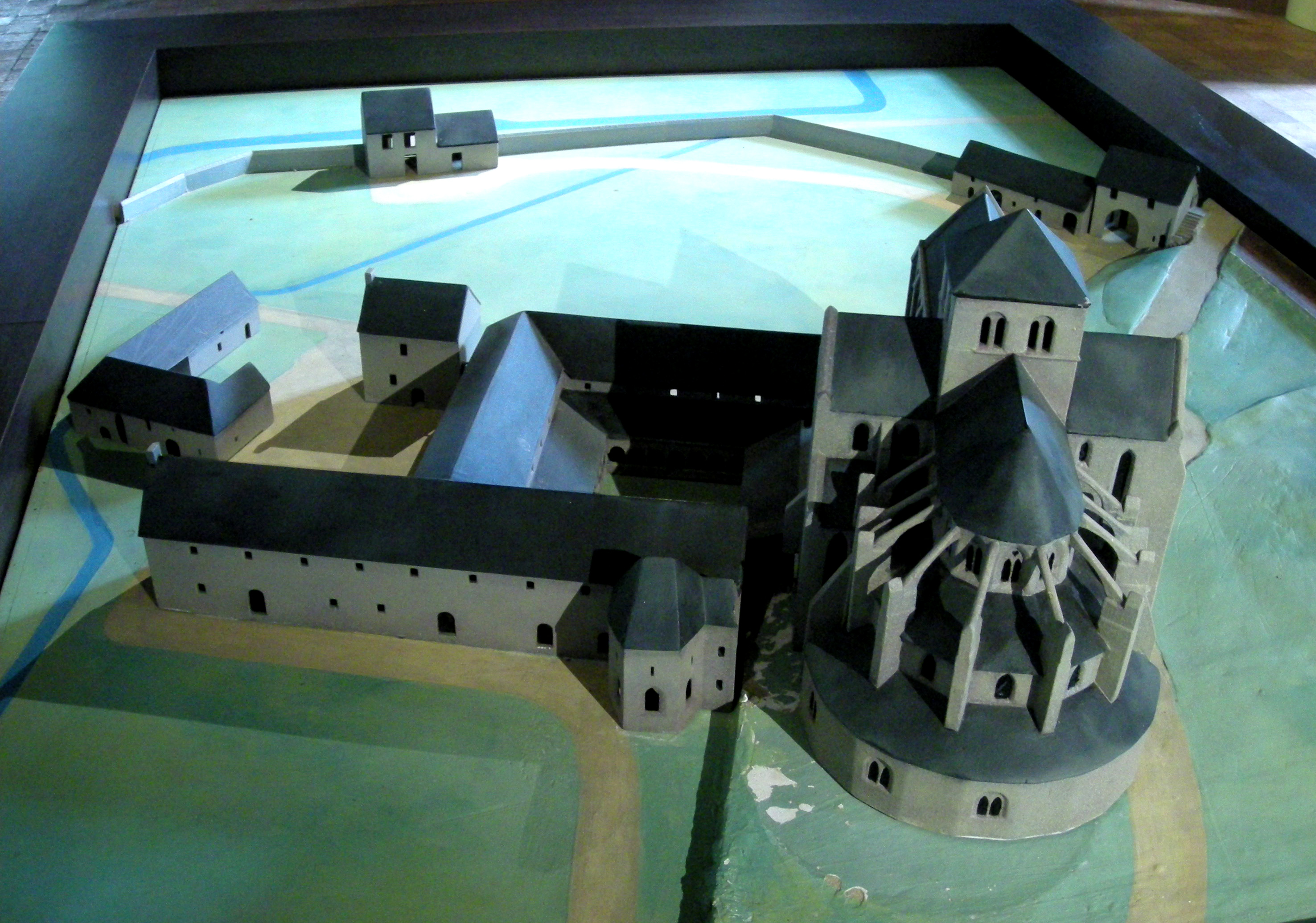
Maquette de l'abbaye.

### Bâtiments conventuels
Les bâtiments conventuels sont du XIIe siècle (porterie, sacristie, parloir, salle des moines, cuisine, communs) et du XIIIe siècle (salle capitulaire), et comme dans la plupart des abbayes bénédictines, ils sont composés de deux bâtiments parallèles directement adossés à l’église et d’un troisième perpendiculaire aux deux premiers. L’ensemble entourait le cloître. L’aile ouest est occupée par le logis des convers et par la cuisine. L’aile est, située dans le prolongement du transept sud de l’église, était réservée aux moines. Le rez-de-chaussée comprend différentes salles à usage domestique ou religieux, l’étage était occupé par le dortoir des moines. Le réfectoire des moines, aujourd’hui disparu, fermait la galerie sud du cloître. Il a été démonté en partie au XVIIe puis au XIXe siècle. Des celliers étaient aménagés sous le réfectoire.
Le service de cuisine était assuré par les moines et des convers, nommés chaque semaine. La cheminée est l’élément le plus important, occupant tout un pan de mur. La portée du linteau est de 3,90 m en forme d’arc surbaissé et composé de deux rangs superposés de claveaux. Une dalle d’égout rudimentaire a été aménagée dans l’épaisseur du mur, côté cour, pour évacuer les eaux usées. Transformée en commun et en écurie après la Révolution, elle a été restaurée dès les années 1960.
À l’origine, la salle des moines qui date du XIIe, à deux nefs et voutée d’arêtes s’allongeait vers le sud avec une travée supplémentaire. Les moines pouvaient s’y réchauffer aux heures les plus froides de l’hiver. À l’instar de nombreuses abbayes, le chauffoir se confond avec le scriptorium où se pratiquaient l’étude des textes et la copie des manuscrits. Sous la fenêtre, un potager maçonné, rappelle que cette salle a également servi de réfectoire pour les derniers moines. Le potager, aujourd’hui très en hauteur, avait été aménagé au niveau du sol plusieurs fois rehaussé en raison des infiltrations d’eau. La salle a retrouvé son niveau d’origine après de longs travaux de restauration entre 1963 et 1966.
Le parloir est une petite pièce rectangulaire à pilier central et à quatre voûtes d’arêtes qui devait servir à la fois de parloir et de salle des morts pour les veillées funèbres. Les murs et les voûtes ont été recouverts d’un enduit peint d’un côté de fleurs de lys noires et de l’autre, de fleurs brun-rouge à cinq pétales. Les peintures sont datées du début du XIIIe siècle.
Chaque matin, les moines se réunissaient dans la salle du chapitre pour la lecture d’un chapitre de la règle de saint Benoît et traiter des affaires courantes de l’abbaye. Le chapitre des coulpes, confession des fautes, s’y déroulait une fois par semaine. L’équilibre des proportions, la finesse des décors sculptés et l’élégance font de cette salle un des chefs-d’œuvre de l’architecture gothique normande du XIIIe siècle. Deux nefs séparées par un épi central de colonnes en granit ouvrent sur la galerie du cloître par deux grandes baies en arc brisé et aux multiples voussures. Il ne reste que quelques traces du décor peint qui ornait autrefois chaque travée de la salle. Les décors et enduits ont été redécouverts et restaurés entre 1994 et 2002. Seule la scène du lavement des pieds (fresque - XIIIe) sur le mur nord était encore visible.
La sacristie communiquait directement avec l’église par une porte aujourd’hui murée. On y rangeait les objets et vêtements liturgiques utilisés lors des offices. Cette salle étroite, toute en longueur est voûtée en berceau plein cintre et ornée de décors peints, restaurés en 2003.

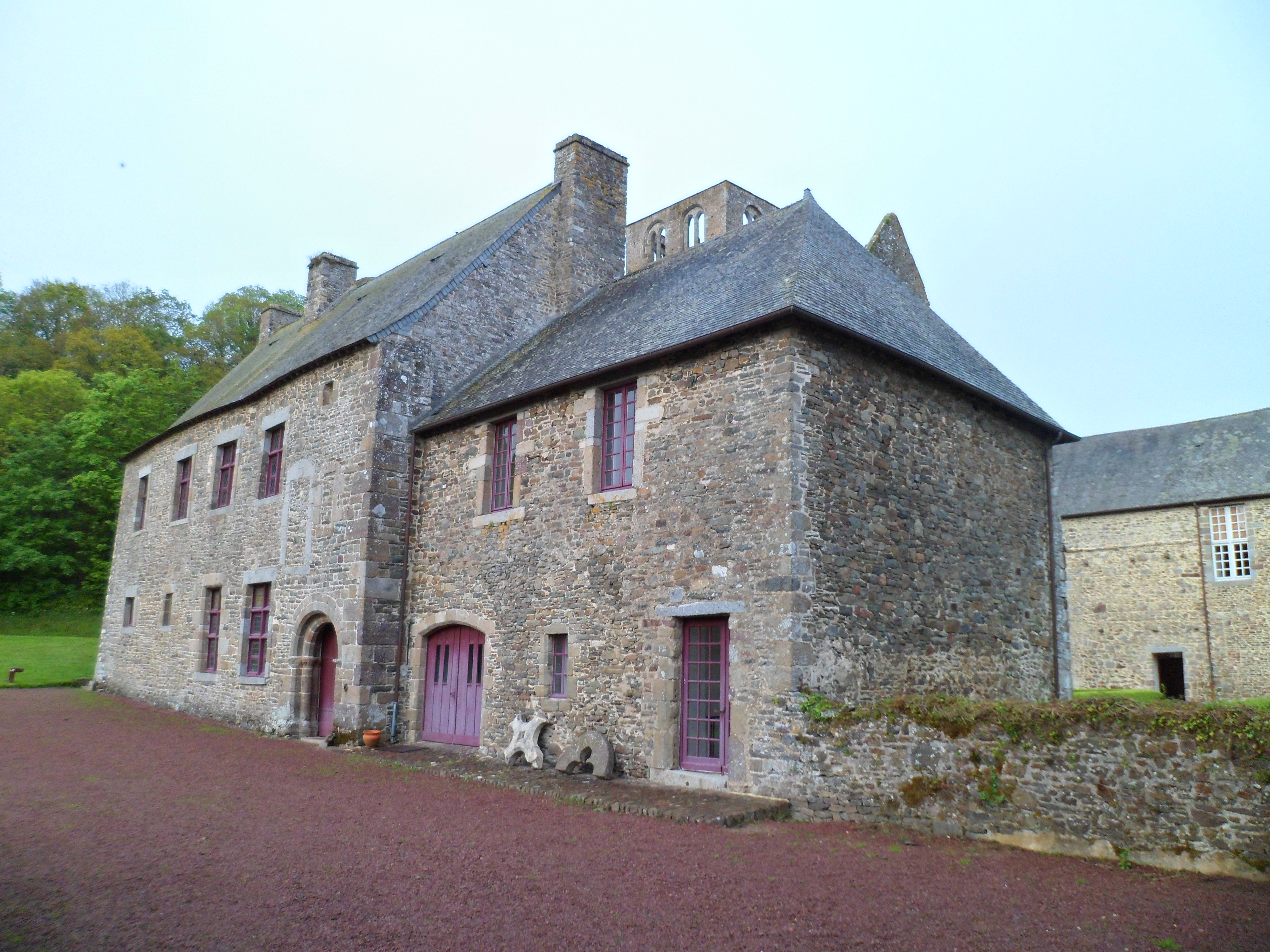
Bâtiment des convers.
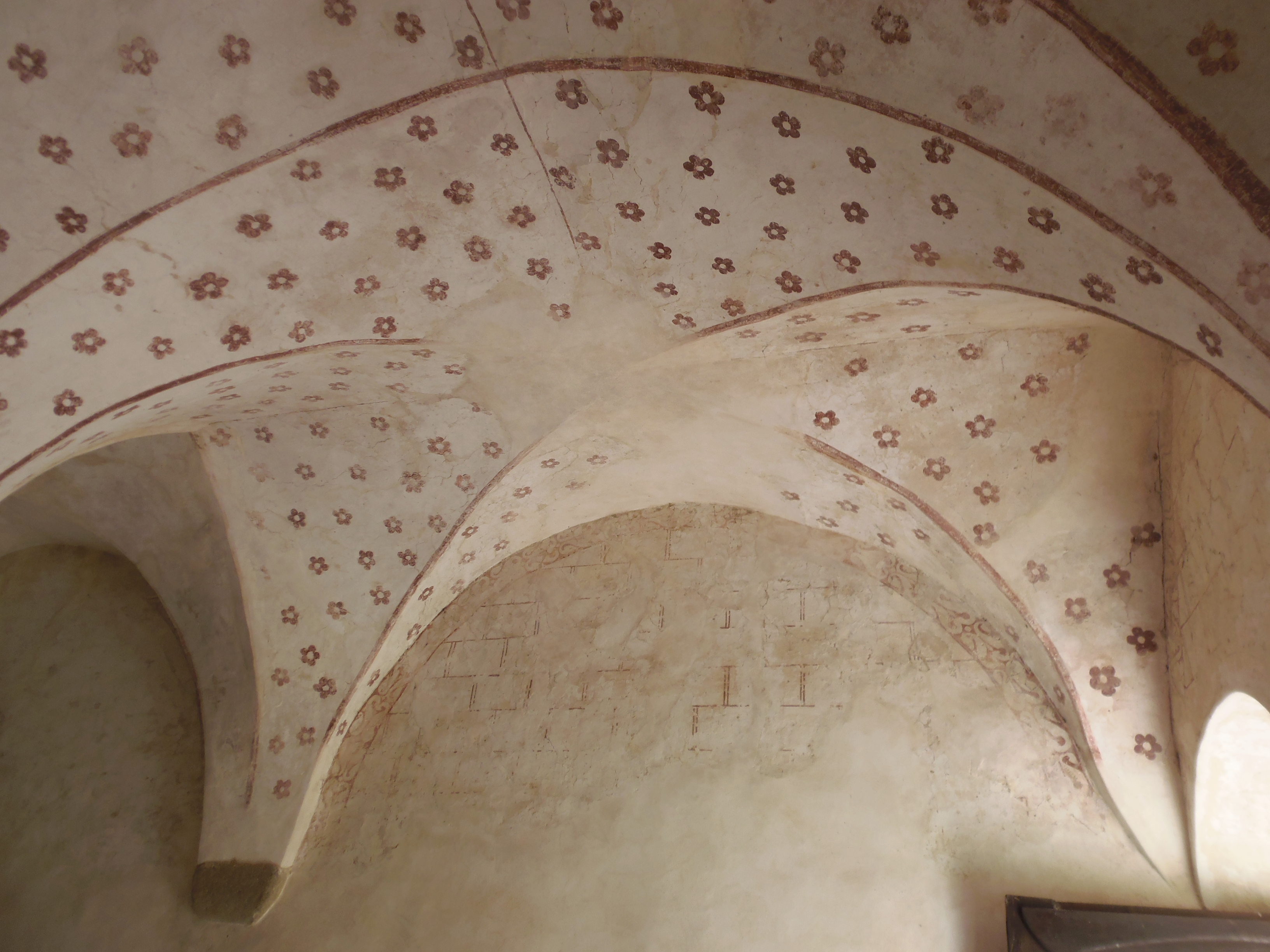
Voûtes du parloir.
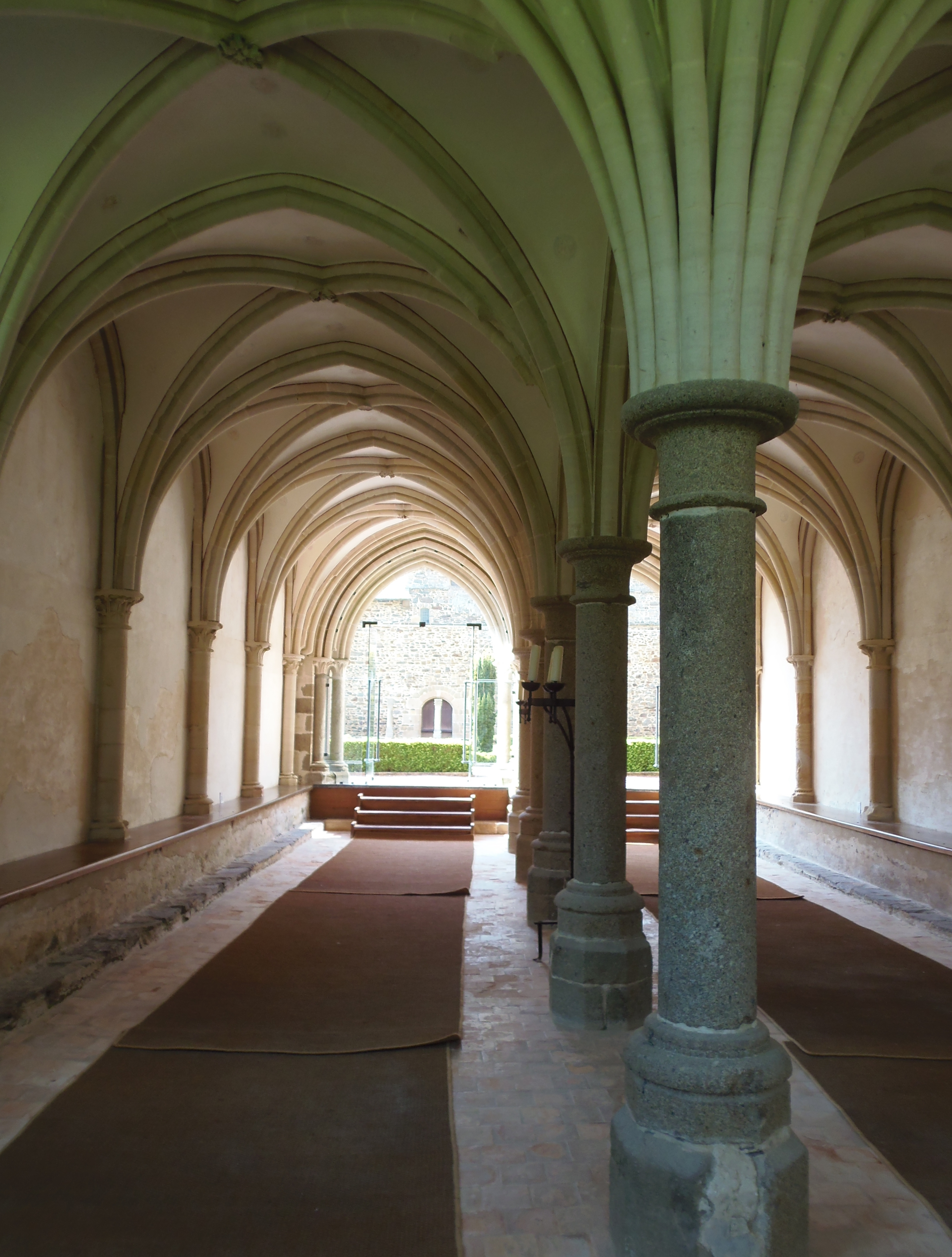
Intérieur de la salle capitulaire.

### Cloître

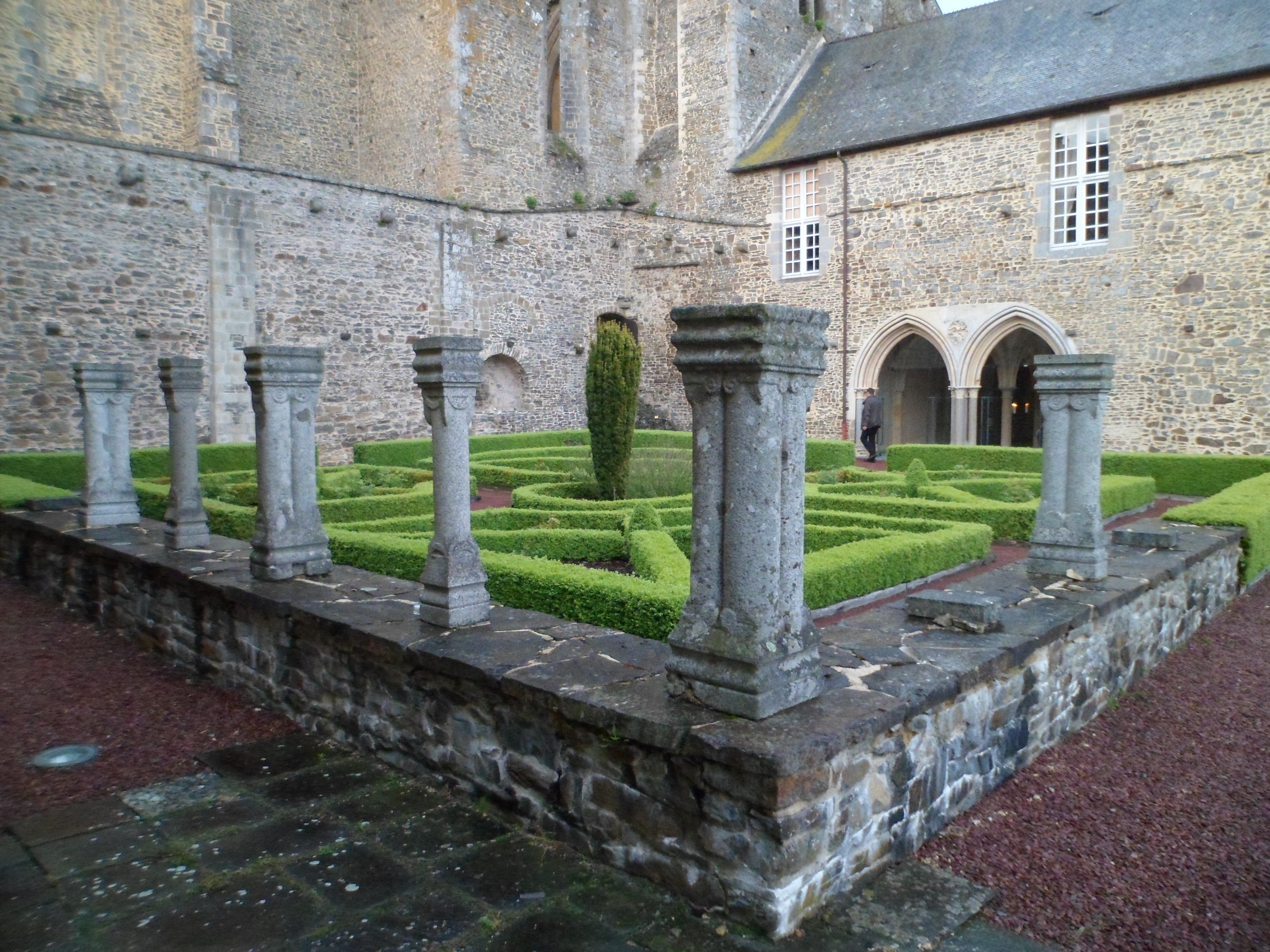
Les vestiges du cloître.

Lieu de prière et de méditation pour les moines, le cloître facilitait également la circulation et la distribution entre les différentes salles. Il occupait l’espace entre l’église, l’aile des convers, le logis des moines et le réfectoire. Il était formé d’un jardin entouré de quatre galeries couvertes. Le cloître a été démonté et les colonnes dispersées dans les années 1830-1840. En 1989, des fouilles archéologiques, entreprises dans les galeries sud et ouest, ont mis au jour des sépultures et une partie de l’ancien mur bahut sur lequel repose aujourd’hui deux colonnes d’origine et quelques copies. Une partie des colonnes sont à la ferme de la Callipière à Hambye et servent de piliers de hangars et de poteaux de grillage.

## Dépendances
Au sud, un ensemble de bâtiments agricoles (porcherie, pressoir, charreterie et étables) ferme la cour. Un portail, situé entre la cuisine et les étables, fermait cette cour strictement réservée aux moines.

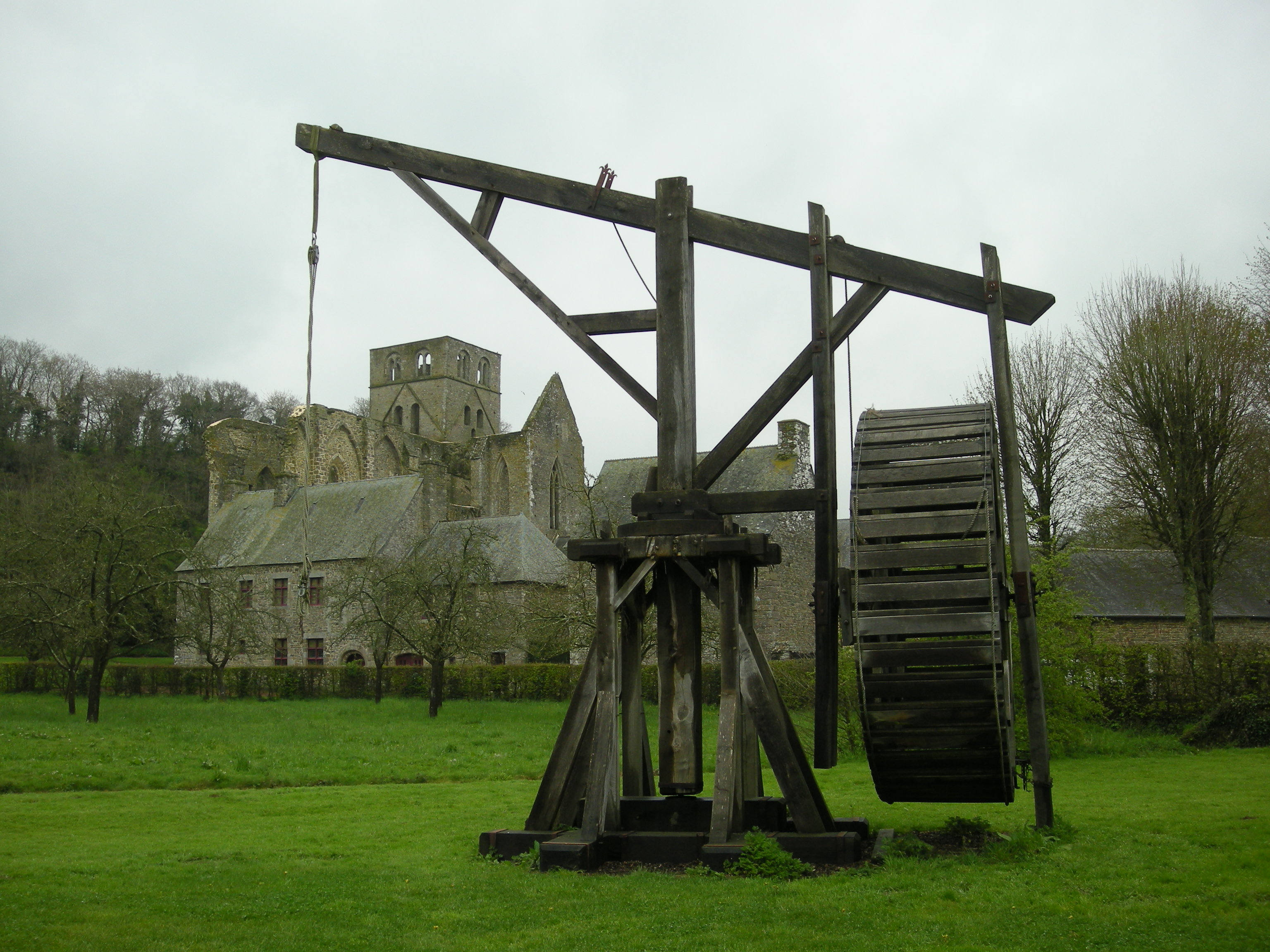
Reconstitution d'une grue médiévale devant l'abbaye.

## Protection
Aux titre des monuments historiques :
- les ruines de l'église sont classées par arrêté du 12 août 1902 ;
- les bâtiments de la porterie et le logis abbatial sont classées par arrêté du 10 avril 1925 ;
- la salle capitulaire, salle des morts, salles voûtées attenantes ; les cuisines ; la boulangerie, le pressoir, les étables sont classées par décret du 16 mai 1925 ;
- l'enclos abbatial de l'abbaye, y compris la terrasse donnant sur le verger des Moines ; la retenue qui barre la vallée ; le bief des anciens moulins (disparus) et ses aménagements hydrauliques et les murs d'enceinte qui le délimitent sont classées par arrêté du 2 mai 1995.

## Armoiries
Sur l'ancien porche, on relevait les armoiries de la famille des fondateurs, les Paynel ou Paisnel : d'or à deux fasces d'azur à une orle de merlettes de gueules alias d'or à deux fasces d'azur à neuf merletles de gueules, 4, 2, 3.

## Terriers, dépendances, revenus
L'abbaye tenait à Hambye le « fief de l'Abbaye », dont l'extension est mal connue.
Pour subvenir à son existence, l'abbaye, possède de nombreuses terres, des rentes, des églises, des moulins, des salines, des marchés ainsi que des pêcheries.
Au XIIIe siècle, l'abbaye de Hambye était à la tête de six abbayes et de cinq prieurés, et de nombreuses églises.
| Commune             | Possession                                   | Dpt        | Date début | Date fin | Commentaires |
| Bréhal              | Église Saint-Martin de Saint-Martin-le-Vieux | 50         |            |          |              |
| Cérences            | Prieuré Saint-Laurent-des-Près               | 50         |            |          |              |
| Contrières          | Église Sainte-Marguerite du Quesnay          | 50         |            |          |              |
| Crollon             | Église Notre-Dame                            | 50         |            |          |              |
| Fresney-le-Vieux    | Prieuré du Buron                             | 14         |            |          |              |
| Gavray-sur-Sienne   | Église du Mesnil-Bonant                      | 50         |            |          |              |
| Hambye              | Église Saint-Pierre                          | 50         |            |          |              |
| La Ferrière         | Abbaye Notre-Dame de Lanthénac               | 22         |            |          |              |
| La Genevraie        | Prieuré                                      | 61         |            |          |              |
| Les Moutiers-Hubert | Prieuré                                      | 14         |            |          |              |
| Lengronne           | Église de Pont-Flambart                      | 50         |            |          |              |
| Lolif               | Église Saint-Martin                          | 50         |            |          |              |
| Longues-sur-Mer     | Abbaye Sainte-Marie de Longues               | 14         | 1181       |          |              |
| Mathieu             | Église Notre-Dame-de-l'Assomption            | 14         |            |          |              |
| Marcey-les-Grèves   | Église Saint-Pair                            | 50         |            |          |              |
| Ronthon             | Église Saint-Nicolas                         | 50         |            |          |              |
| Saint-Romphaire     | Église Saint-Romphaire                       | 50         |            |          |              |
| Subligny            | Église Notre-Dame                            | 50         |            |          |              |
| Tribehou            | Église Notre-Dame                            | 50         |            |          |              |
| Troisgots           | Église Saint-Lô                              | 50         |            |          |              |
| Valmont             | Abbaye de Valmont                            | 76         | 1181       |          |              |
| ?                   | Prieuré de La Madeleine                      | 61         |            |          |              |
| Great Massingham    | Église St Mary's                             | Angleterre |            |          |              |
| ?                   | Abbaye de Mulen                              | Angleterre |            |          |              |
| ?                   | Abbaye d'Osmon                               | Angleterre |            |          |              |
| ?                   | Abbaye d'Humberstain                         | Angleterre |            |          |              |

## Liste des abbés
- Foulques, premier abbé
- Roscelin, cité en 1182
- Guillaume, cité en 1197
- Lucas, présent dès 1218
- Jean, cité en 1234 et 1240
- Hamon, en 1242-1243
- Hugues, en 1248
- Louis d’Estouteville[note 4], dit le Protonotaire 1504-1512, précédemment abbé de Valmont et futur abbé de Savigny.
- Béraut de Boucé à partir de 1512
- Hippolyte Bellarmato 1549-1555
- Jean II de Ravalet à partir de 1561[note 5].
- Claude de Mesmes († 1671), chevalier de Malte, abbé de la Valroy et de Hambye.
- Henri de Menées (° 1666), licencié de Sorbonne, abbé de la Valroy, de l'abbaye de Hambye, prieur de Saint-Denys de l'Estrée.

En 1248, Dom Robert assiste au chapitre général que tient l'abbé de Hambye avant de prendre la charge d'abbé de Notre-Dame de Lanthénac.

## Visite
De cet ensemble conventuel, le plus complet de Basse-Normandie après celui du Mont-Saint-Michel, une grande partie a été sauvegardée et restaurée. L’église abbatiale à ciel ouvert oscille entre roman et gothique. Certes, le réfectoire des moines et le cloître ont disparu, toutefois une exceptionnelle suite de salles demeure aujourd’hui : la salle capitulaire, la sacristie, le parloir (ou salle des morts) et ses fresques, le scriptorium, etc.
L’abbaye de Hambye est un monument du réseau des sites et musées départementaux mis en place par le Conseil général de la Manche. Les bâtiments conventuels sont privés.